# Rowland Bateman
Rowland "Rowley" Bateman (ur. 11 kwietnia 1903, zm. 10 marca 1979) – australijski lekkoatleta, długodystansowiec.
Brązowy medalista mistrzostw Australii w maratonie (1927).
25 sierpnia 1928 w Sydney ustanowił wynikiem 2:45:51,4 rekord kraju w maratonie.